# 移配
移配（いはい）とは、8世紀から9世紀にかけて、当時の日本の律令政府（朝廷）が現在の東北地方に居住していた蝦夷を内地（関東以西の本州・四国・九州）に強制移住させた政策のこと。郷土史家・菊池山哉の造語。

## 歴史的背景
7世紀中期以後、ヤマト王権による蝦夷の従属化が進められたが、律令制が確立していくにつれて、唐を「隣国」、新羅・渤海を「蕃国」、そして蝦夷を「化外の民」として隼人とともに「夷狄」として、天皇の統治下にある日本内地の王民と峻別する一種の中華思想的な「小帝国」が成立することになる。石上英一以来歴史学者の間で唱えられた蝦夷・隼人と日本人は同じ倭人（倭の地に住む人間）であるにもかかわらず、日本という国家成立を急ぐために本来は全ての倭人を内国（内地）化・王民化しなければならない辺境の人民をいまだ支配できていない現実を隠蔽して、逆にそれを利用して内国の王民を統治・支配する「小帝国」を形成してきたとする見解が一定の支持を受けている。これによって蝦夷・隼人は「化外」の民として「化内」の民である王民からは蔑視・排除される存在とされた。ただし、その一方で陸奥国・越後国（後に北部が分離して出羽国）は、この政策の維持のために常に不安定な状況に置かれることになり、事あるごとに対蝦夷政策は揺れることになった。
だが、律令政府は「化外」の民との対立の際には蝦夷征伐というかたちで軍事力を行使して、その勢力圏を北へと広げることになる。その結果、多くの蝦夷（居留民及び捕虜）をその支配地に抱え込むことになった。これを俘囚と呼ぶ。彼らは律令政府に従っていたものの、外側の夷俘と呼ばれる従来通りのまま未だに排除された状況にある蝦夷と通じる可能性も存在した。そこで神亀2年（725年）に律令政府はこうした俘囚のうち、144名を伊予国に、578名を筑紫（九州）に、15名を和泉監に移すこととした（『続日本紀』神亀2年閏正月己丑条）のである。これが最初の移配に関する記録である。これは続いて天平10年（738年）にも115名が駿河国を経由して摂津国に送られたことが駿河国の正税帳によって確認できる。この俘囚集団を護送していたのは、防人の護送を担当していた防人部領使であったことが確認でき、彼らが最終的に防人の配備先である筑紫（九州）に送られて同様の任務についていたものと推定される。
ところが、宝亀5年（774年）にいわゆる「三十八年戦争」が始まった頃から、急激に俘囚の移配が増加する。しかも、中には夷俘に分類されていた者までが移配され、その移配先も関東地方など全国各地に広がっていくことになる。その原因としては諸説あるものの、
- 坂上田村麻呂らの活躍によって蝦夷の主だった抵抗勢力が排除されたために大量の服属民が生み出されたためにその急激な増加によって現地における支配・統治に不安がもたれたからとする説。
- 教化のために支給された俘囚料が地元の陸奥・出羽ではまかないきれなくなったからとする説。
- この戦いを通じて国内の安定のために奥羽全域の平定を目指す方向に路線転換をしたために王民化を促進するためとする説。
- 逆に奥羽全域の平定後も従来通りの「小帝国」を維持するために内地に「化外」の居住区を人為的に作るためとする説。

などがあるが、結論は出ていない。
なお、弘仁4年（813年）には諸国の国司に「俘囚専当」を兼任させて俘囚の監督と教化・保護養育に当たらせ、その翌年には蝦夷の王民化の方針を打ち出した勅令が出されている。また、律令政府では弱体化した防人や軍団に替わって蝦夷を用いる構想などを打ち出している（貞観11年（859年）12月5日付太政官符（『類聚三代格』））が、実際には俘囚・夷俘は移配先に馴染めずにたびたび地域との衝突や反乱を起こしたために、弘仁2年（811年）に陸奥国より俘囚を現地に止めて支配を行う旨の奏請が行われて受理されて以後、大規模な移配は行われなくなり、代わって既に移配された俘囚・夷俘を小規模集団単位で二次移配する事例が増加する。やがて、寛平9年（897年）には移配した蝦夷を奥羽へ送還する政策を打ち出した。これにより全国へ移配されていた蝦夷のほとんどは奥羽へ還住することとなった。